# Academische Monatshefte

Academische Monatshefte, Einbanddecke mit Rudelsburg, 1907

Die Academischen Monatshefte (AM) waren eine 1884 gegründete, monatlich erscheinende Zeitschrift. Sie wurde 1913 eingestellt und in die Deutsche Corps-Zeitung umgewandelt.

## Geschichte
Gründer war der Publizist Paul Salvisberg, der ein Organ in erster Linie für die Kösener Corpsstudenten schaffen wollte, die ihre offiziellen Meldungen und Mitteilungen seit 1872 in dem in akademischen Kreisen weit verbreiteten Kladderadatsch veröffentlichten. Die Redaktion befand sich zunächst auf Schloss Erolzheim und zog 1885 nach München um. 1886 erkannte der Kösener Congress die Academischen Monatshefte als offizielles Organ der Kösener Senioren-Convents-Verbandes an. 1890 wurde ein ständiger Redaktionsausschuss gebildet, der der Redaktion zur Seite stand. Als der Congress 1893 den zwei Jahre zuvor eingeführten Pflichtbezug für aktive und inaktive Corpsstudenten aufhob, geriet Salvisberg in eine wirtschaftliche Schieflage und richtete den Inhalt ganz auf seine corpsstudentische Klientel aus. Andere Beiträge zu akademischen Tagesfragen sowie wissenschaftliche und allgemeinbildende Aufsätze entfielen weitgehend. Die Academischen Monatshefte blieben aber ein wichtiges Forum für studentengeschichtliche Beiträge, in dem auch nichtcorpsstudentische Autoren publizierten. Regelmäßige Mitarbeiter waren unter anderem der Historiker Wilhelm Fabricius, der neben Salvisberg zu den Gründern des Blatts gehörte und zeitweilig als dessen Stellvertreter fungierte, und der Literaturhistoriker John Koch.
Nach weiteren Auseinandersetzungen um die Ausrichtung zog sich Salvisberg 1894 ganz aus dem Projekt zurück. Die Zeitschrift ging in den Besitz des bisherigen stellvertretenden Herausgebers Karl Rügemer über. Der Rückgang der Abonnentenzahlen, Klagen über den Inhalt und wirtschaftliche Probleme veranlassten den Kösener Congress und den Abgeordnetentag des Verbandes Alter Corpsstudenten 1913 auf Vorschlag von Carl Heyer zur Einsetzung einer ständigen Kommission zur Umgestaltung des Corpsorgans (Corpszeitungsausschuss), die mit dem Recht ausgestattet wurde, einen neuen Vertrag mit Rügemer abzuschließen. Auf Betreiben Heyers wurden die Academischen Monatshefte mit Beginn des 30. Jahrgangs (1913/14) in Deutsche Corps-Zeitung umbenannt.

Normannia Berlin
Guestphalia Jena
Borussia Halle
Borussia Bonn
Franconia München
Hercynia Göttingen